# Franga
A franga [fɾaŋa] történelmi albán pénzegység volt, amely 5 leknek felelt meg. Az Albán Köztársaság, majd az Albán Királyság használta, I. Zogu uralkodása alatt. A frangában denominált érméket 1926-tól 1939-ig tekintették hivatalos fizetőeszköznek Albániában.

## Érmék
1926 és 1938 között 1, 2 és 5 frangás érméket bocsátottak ki (a két alacsonyabb érték  0,835, az ötfrangás 0,900 ezrelék tisztaságú ezüstből, míg a 10, 20, 50 és 100 frangás 0,900 ezrelék tisztaságú aranyból készült). 
| Érték   | Előlap | Hátlap | Előlapon látható      | Hátlapon látható                         |
| ------- | ------ | ------ | --------------------- | ---------------------------------------- |
| 1 Fr.   |        |        | Teuta illír királyné  | a pénz értéke, évszám, hajó              |
| 20 Fr.  |        |        | Kasztrióta György     | a pénz értéke, évszám, szárnyas oroszlán |
| 50 Fr.  |        |        | I. Zogu, albán király | a pénz értéke, évszám, Albánia címere,   |
| 100 Fr. |        |        | I. Zogu, albán király | a pénz értéke, évszám, Albánia címere,   |

## Bankjegyek
Az Albán Nemzeti Bank 1926-ban egy dátum nélküli bankjegysorozatot bocsátott ki. Ez 1, 5, 20 és 100 frangás bankjegyet tartalmazott, amelyek közül az elsőt röviddel forgalomba kerülése után bevonták.
1939-ben, az olasz megszállás idején a 100 frangás jegyzeteket felülbélyegezték, hogy elfedjék I. Zogu király képét.
| Kép                            | Kép            | Értéke     |
| Előlap                         | Hátoldal       | Értéke     |
| 1926-os széria                 | 1926-os széria |            |
| ------------------------------ | -------------- | ---------- |
|                                |                | 1 franga   |
|                                |                | 5 franga   |
|                                |                | 20 franga  |
|                                |                | 100 franga |
| 1939-es széria                 |                |            |
|                                |                | 5 franga   |
|                                |                | 20 franga  |
|                                |                | 100 franga |
| 1940-es széria                 |                |            |
|                                |                | 100 franga |
| 1945-ös felülbélyegzett széria |                |            |
|                                |                | 20 franga  |
|                                |                | 20 franga  |
|                                |                | 100 franga |
| 1945-ös széria                 |                |            |
|                                |                | 5 franga   |
|                                |                | 20 franga  |
|                                |                | 100 franga |
|                                |                | 500 franga |

## Fordítás
Ez a szócikk részben vagy egészben  a   Franga című angol Wikipédia-szócikk ezen változatának fordításán alapul.  Az eredeti cikk szerkesztőit annak laptörténete sorolja fel. Ez a jelzés csupán a megfogalmazás eredetét és a szerzői jogokat jelzi, nem szolgál a cikkben szereplő információk forrásmegjelöléseként.